# ラム (アルバム)
『ラム』（英語: Ram）は、1971年に発表された“ポール・マッカートニー&リンダ・マッカートニー”によるアルバム。全英で2週1位、全米2位を記録。

## 解説
初となるポール・マッカートニーとリンダ・マッカートニーによる共同クレジットにより発売された。前作はマッカートニーが全ての楽器を一人で演奏したが、本作に関しては選抜された外部のミュージシャンも多数参加している。
1970年10月、マッカートニーと家族はニューヨークへ移動。そこで、本作の制作を開始することとなった 。最初に外部ミュージシャンの選考を開始。そして、セッション・ギタリストのデヴィッド・スピノザとヒュー・マクラッケン、後にマッカートニー率いるバンド・ウイングスの第1期メンバーとなるドラマーのデニー・シーウェルが起用された。
録音は同月の初旬頃よりニューヨークのCBSスタジオで開始。録音の大半はこのスタジオで終了し、1971年の2月よりニューヨークのA&Rスタジオで楽曲へのオーバーダビング等が施される。この過程で、ジョージ・マーティンにより手掛けられたニューヨーク・フィルハーモニックによるオーケストラの演奏がオーバーダビングされた。そして、翌3月にロサンゼルスのスタジオ「サウンド・レコーダーズ・スタジオ」にて最終的なオーバーダビング及びミキシングを施し、作業は完全に終了した。
リンダは全編に渡りコーラスを担当し、数曲でマッカートニーとデュエットしている。イギリスでは、2週連続第1位、アメリカの『ビルボード』誌では、最高第2位を獲得しているが、トップ10内に24週間もランクされるロング・セラーとなった。1971年度年間ランキングでは第38位。『キャッシュボックス』誌でも、最高第2位を獲得し、1971年度年間ランキングでは第9位を記録している。アメリカでは100万枚以上の売上も達成した。
後にマッカートニーによる変名プロジェクト『パーシー“スリルズ”スリリントン』名義でクラシック・アルバム『スリリントン』が発売された。こちらは収録曲全曲をオーケストラで演奏した本作のカバー・アルバムである。
1993年には「ポール・マッカートニー・コレクション」と題した、マッカートニーのスタジオ録音作品が全て当時の最新リマスタリングを施され再発売されるプロジェクトの一環でボーナストラックを付属し再発、2012年5月21日には、最新リマスタリングを施した「ポール・マッカートニー・アーカイヴ・コレクション」の一環で、CD単体の通常盤、未収録曲やデモ音源等を収録した2枚組の『デラックス・エディション』、制作秘話やリンダにより撮影された写真等を収めた112ページにも及ぶブックレット、秘蔵映像を収めたDVD、本作のモノラル・バージョンを収録したCD等を収録したCD4枚組＋DVD1枚組の『スーパー・デラックス・エディション』として再発された。
『ローリング・ストーン』誌の「歴代最高のアルバム500選」に選ばれている。

## 楽曲
「アンクル・アルバート〜ハルセイ提督」は北米・南米地域でシングル・カットされ、アメリカでは1位になりグラミー賞では最優秀アレンジメント賞を獲得。また、イギリス及びユーゴスラビアでは「バック・シート」がシングル・カットされ、イギリスで最高位39位を記録している。さらに、日本やヨーロッパ地域では「出ておいでよ、お嬢さん」が、オセアニア地域では「アンクル・アルバート〜ハルセイ提督」と「出ておいでよ、お嬢さん」の2枚がシングルカットされている。このように、各国の特色に合わせるように、それぞれのシングルがカットされている。
ボーナス・トラックには、マッカートニーのソロとしては初のシングル「アナザー・デイ」を収録。イギリスで2位、アメリカ5位を記録した。

## 収録曲

### Side 1
1. トゥ・メニー・ピープル - "Too Many People" (Paul McCartney)
2. 3本足 - "  3 Legs" (Paul McCartney)
3. ラム・オン - "Ram on" (Paul McCartney)
4. ディア・ボーイ - "Dear Boy" (Paul & Linda McCartney)
5. アンクル・アルバート〜ハルセイ提督 - "Uncle Albert/Admiral Halsey" (Paul & Linda McCartney)
6. スマイル・アウェイ - "Smile Away" (Paul McCartney)

### Side 2
1. 故郷のこころ - "Heart of the Country" (Paul & Linda McCartney)
2. モンクベリー・ムーン・デライト - "Monkberry Moon Delight" (Paul & Linda McCartney)
3. 出ておいでよ、お嬢さん - "Eat at Home" (Paul & Linda McCartney)
4. ロング・ヘアード・レディ - "Long Haired Lady" (Paul & Linda McCartney)
5. ラム・オン - "Ram on" (Paul McCartney)
6. バック・シート - "The Back Seat of My Car" (Paul McCartney)

### 1993年リマスター盤のボーナス・トラック
1. アナザー・デイ - "Another Day" (Paul & Linda McCartney)
2. オー・ウーマン、オー・ホワイ - "Oh Woman, Oh Why" (Paul McCartney)

## レコーディングメンバー
- ポール・マッカートニー - ボーカル、バッキング・ボーカル、ベース、アコースティックギター、エレクトリック・ギター、ピアノ、ウーリッツァー、キーボード、ウクレレ、ドラムス、パーカッション、タンバリン
- リンダ・マッカートニー：バッキング・ボーカル、リードボーカル on "Long Haired Lady"
- デヴィッド・スピノザ：ギター
- ヒュー・マクラッケン：ギター
- デニー・シーウェル：ドラムス
- ヘザー・マッカートニー：バッキング・ボーカル on "Monkberry Moon Delight"
- マービン・スタム：フリューゲルホルン on "Uncle Albert/Admiral Halsey"
- ニューヨーク・フィルハーモニック on "Uncle Albert/Admiral Halsey" and "The Back Seat of My Car"